# 小白菊属
小白菊属（学名：Leucanthemella），也称小滨菊属 ，是菊科下的一个属。该属共有2种，分布于欧洲东南部及东亚。